# Jalalabad (dystrykt Bijnor)
Jalalabad – miasto w północnych Indiach w stanie Uttar Pradesh, na Nizinie Hindustańskiej.
Populacja miasta w 2001 roku wynosiła 16 113 mieszkańców.